# Drank
Een drankje, of drank, is een vloeistof die specifiek is voor menselijke consumptie. Naast het vervullen van een fundamentele menselijke behoefte, maken dranken deel uit van de cultuur van de menselijke samenleving.
Er wordt vaak (in wetgeving) onderscheid gemaakt tussen alcoholhoudende drank en alcoholvrije drank.

## Water
Water wordt in de wereld het meest gedronken. Van al het water op aarde is echter maar 3% drinkbaar.

## Alcoholhoudende dranken

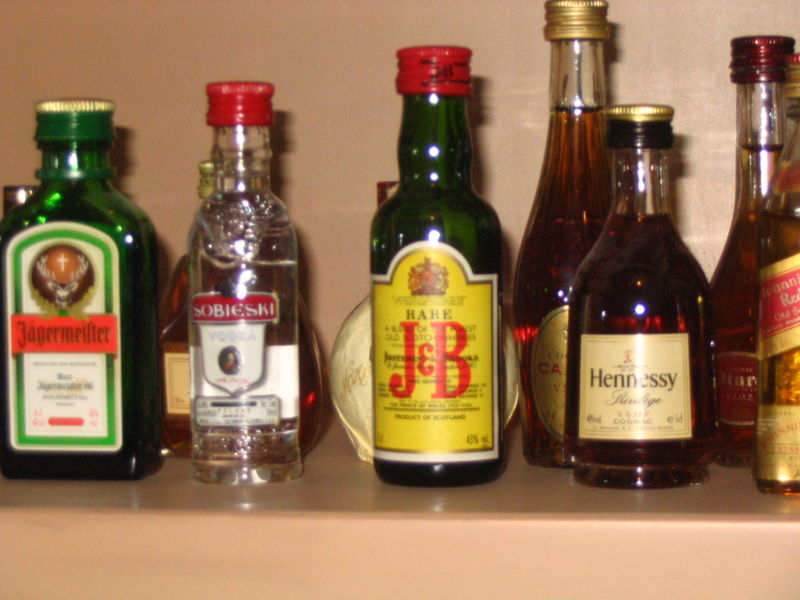
Alcoholhoudende dranken

Een alcoholhoudende drank is een drank die ethanol bevat, beter bekend als alcohol (hoewel in de chemie de definitie van "alcohol" vele andere verbindingen omvat). Bier maakt al 8000 jaar een onderdeel uit van de menselijke cultuur In Nederland, Duitsland, Ierland, het Verenigd Koninkrijk, en vele andere Europese landen, is bier (en andere Alcoholhoudende dranken) drinken in een kroeg of bar een culturele traditie.

## Niet-alcoholhoudende dranken / alcoholvrije dranken
Een niet-alcoholhoudende drank of alcoholvrije drank is een drank die geen of weinig alcohol bevat. Deze categorie omvat alcoholvrij bier, non-alcoholische wijn en appelcider, indien zij een alcoholpercentage van minder dan 0,5% hebben.

## Frisdranken
Frisdrank is het in 1956 door reclamemaker Dick Schiferli bedachte woord voor koolzuurhoudende limonade. Het wordt ook wel priklimonade genoemd. In ruimere zin worden, volgens de Nederlandse Warenwet, ook niet-koolzuurhoudende limonades, sportdranken en energiedranken tot de frisdranken gerekend.
Een typische frisdrank bestaat uit koolzuurhoudend water, suikers en aroma's. Eventueel zijn hieraan vruchtenextracten en hulpstoffen toegevoegd.

## Vruchtensap

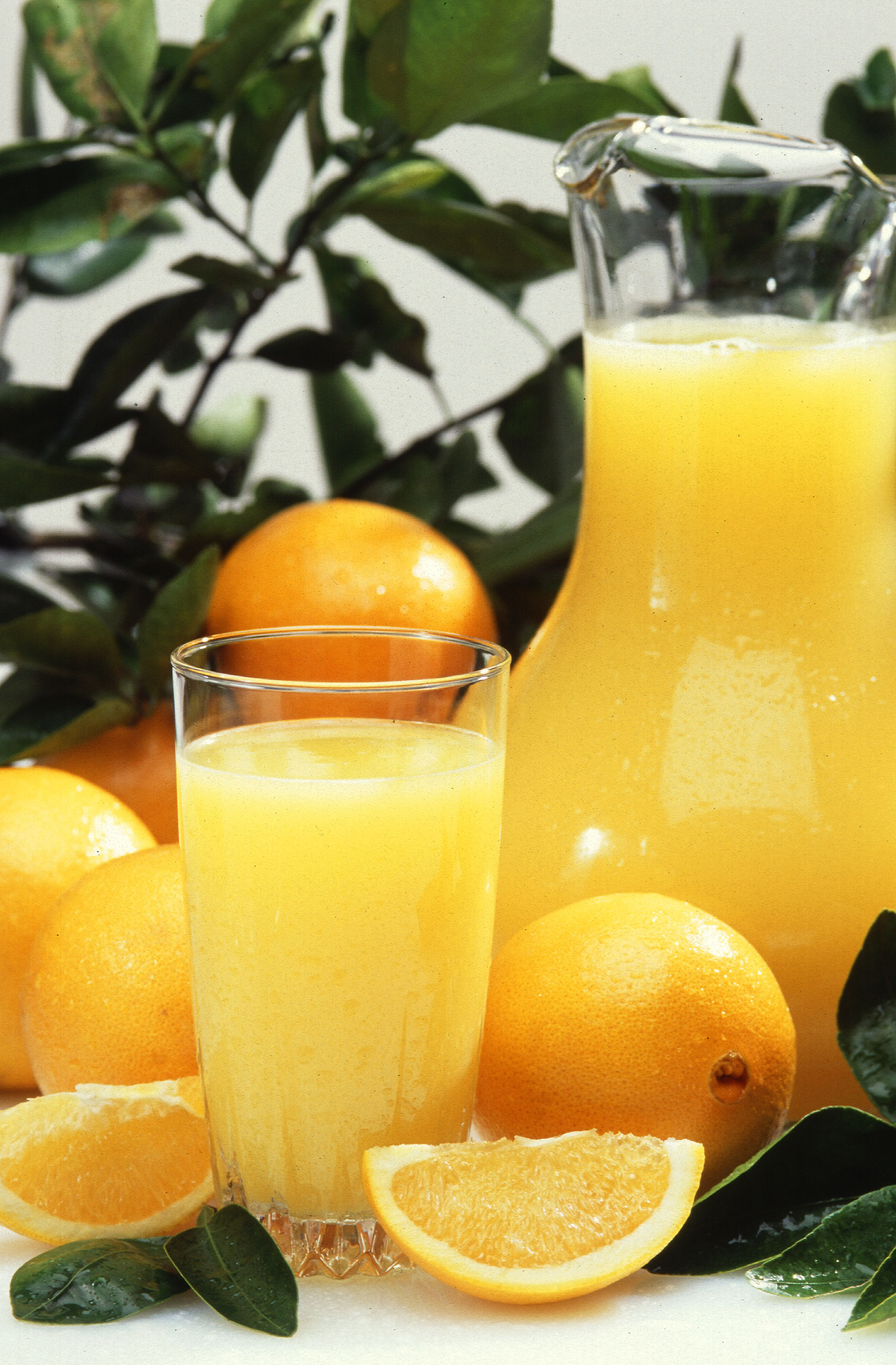
Sinaasappels en sinaasappelsap (jus d'orange)

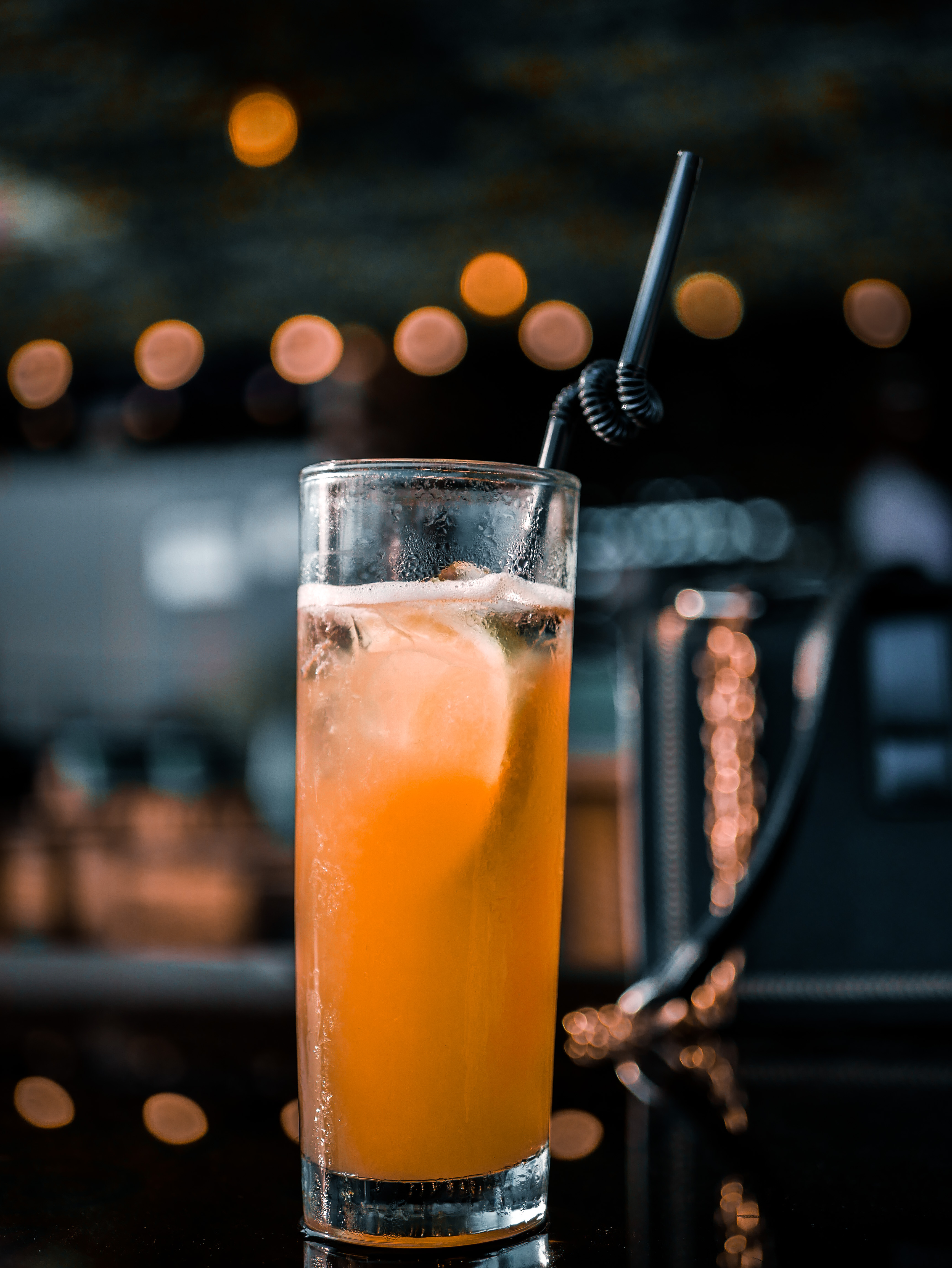
Vruchtensap

Vruchtensap is de verzamelnaam voor sap afkomstig van fruit. Met vruchtendrank wordt vaak een vruchtensap bedoeld dat uit meerdere soorten fruit bestaat. Jus d'orange en kokosnootwater blijven veruit de meest geconsumeerde sappen.

## Warme dranken

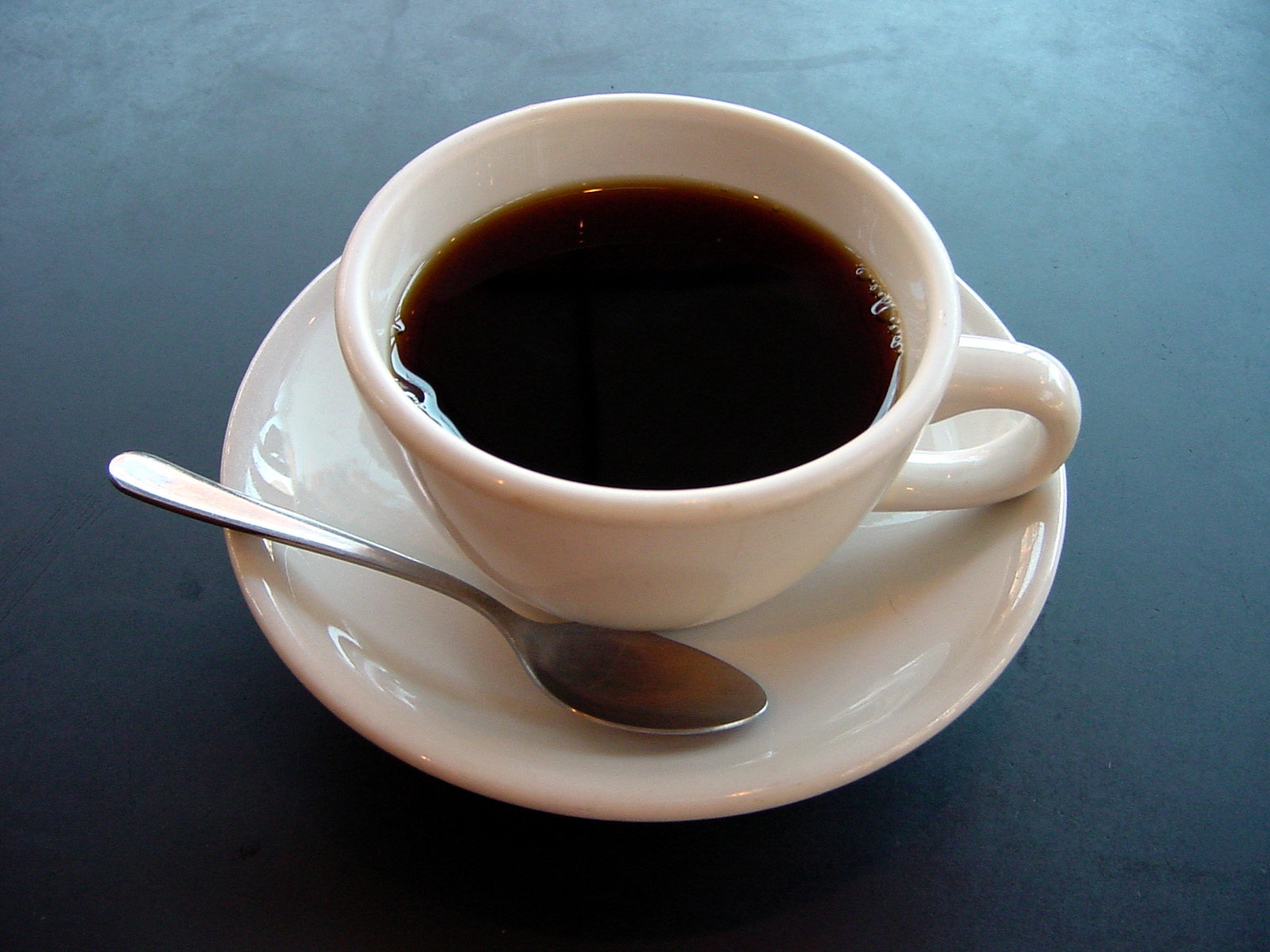
Kop koffie

Een warme drank is een drank die normaal warm wordt geserveerd. Dit kan door de toevoeging van een verwarmde vloeistof, zoals water of melk, of door het direct verwarmen van de drank zelf. Enkele voorbeelden van warme dranken zijn:
- Koffie
  - Café au lait
  - Cappuccino
  - Koffie
  - Espresso
- Warme Chocolademelk
- Warme cider
- Glühwein
- Thee
  - Kruidenthee